# Gerilla (együttes)
A Gerilla egy budapesti együttes, amely 1966-tól 1971-ig (egyes források szerint 1972-ig) létezett. Alapítói és a dalok szerzői Berki Tamás (ének, gitár; ma neves jazzénekes) és Vámos Tibor (ének, gitár; névváltoztatást követően Vámos Miklós író), első énekesnője (és basszusgitárosa, az 1962-es, első Ki mit tud?-ról ismert) Gergely Ágnes volt.
Eleinte egyetemi klubokban léptek fel, majd az 1967-es, első és egyetlen magyar pol-beat fesztiválon több díjat elnyertek. A zenekar külföldre is eljutott, ötször lépett fel az NDK-ban. Később Gergely Ágnes többször elhagyta az együttest, majd visszatért; Rohonyi Marianne-nal (ének, dob) és Lantos Ivánnal (ének, nagybőgő; később az Orfeo együttes, majd a Kolinda együttes alapítója) felváltva szerepelt. Az együtteshez kapcsolódó élményeit Vámos Miklós Félnóta c. regényében (Budapest, Magvető, 1986) dolgozta föl.

## Politika és zene
A Gerilla az ELTE Vietnámi Szolidaritási Bizottságának inspirációja nyomán alakult. Két kislemezük jelent meg, az egyiken szerepel egy dal Disszidensek (Ecc-pecc-kimehecc…) címmel. A politikai konformizmus vádja miatt a zenekar mai megítélése vegyes. „Mentségül szólva tegyük hozzá, hogy a pol-beat hazai képviselői indulásukkor nem látták tisztán, hogy a vietnámi háborút Magyarországon ellenezni egészen mást jelent, mint az Államokban, s később figyelmük a hazai viszonyok felé fordult, az ezekről írt dalaikat azonban betiltották.”

## Dalaik
- Elment a repülő / Ejtőernyős dal (1966)
- Johnson kirándulása  / Mr. John elment Vietnámba (1966)
- Nem lehet tudni (1967) „...holnap mi lesz / okos, aki lisztet, cukrot vesz...”
- Várunk (este a szobornál) (1967)
- Disszidensek (Ecc-pecc-kimehecc…) (1967)
- Kontyos kókusz
- Antal Gazda (1971)
- Umblav tu phenye / Gazsi cigány (1971)

## Diszkográfia
- Kislemez: Mr. John elment Vietnámba / Ejtőernyős dal[4] (megjelent 1967-ben)
- Kislemez: Disszidensek (Ecc-pecc-kimehecc…) / Várunk este a szobornál / Nem lehet tudni[5] (az 1967-es polbeat fesztiválon sikert aratott szerzemények)
- Antal Gazda / Umblav tu phenye (a cigányság sorsáról szóló dalok)[6]